# 王玄
王玄（3世纪—313年），字眉子，晋朝琅邪郡临沂县（今山东省临沂市北）人。王衍之子。
王玄年轻时疏放旷达，有俊才，与卫玠齐名。东海王司马越征辟为掾，行陈留郡太守，屯尉氏。大行威罚，人情不附。高傲自鸣，不被世态人情所动。晋愍帝建兴初年，因为太傅参军代褚为梁郡，愤恨梁国部曲将耿奴。司空荀藩转任为陈留太守，投奔祖逖，斩杀耿奴。途中被耿奴余党所杀。